# Leptotarsus salome
Leptotarsus salome är en tvåvingeart som först beskrevs av Alexander 1945.  Leptotarsus salome ingår i släktet Leptotarsus och familjen storharkrankar. Inga underarter finns listade i Catalogue of Life.